# 小行星20234
小行星20234（20234 Billgibson）是一颗绕太阳运转的小行星，为主小行星带小行星。该小行星于1998年1月6日发现。

## 轨道参数
小行星20234的轨道半长轴为2.1723979 UA，离心率为0.065。